# Jürgen Croy
Pour les articles homonymes, voir Croy (homonymie).
Jürgen Croy, né le 19 octobre 1946 à Zwickau (Allemagne occupée) est un ancien gardien de but international allemand (RDA) de football.

## Carrière sportive
Croy joua durant toute sa carrière au BSG Sachsenring Zwickau (aujourd'hui FSV Zwickau), avec lequel il remporta la Coupe de RDA en 1967 et 1975. 
Il fut l'un des rares internationaux est-allemands à ne pas provenir d'un grand club tel que le Dynamo Dresde, le Carl Zeiss Iéna, ou le FC Magdebourg. Pour cette raison, Croy n'eut que rarement la chance de disputer les compétitions européennes et n'acquit pas la renommée qu'il méritait.  
Malgré sa grande taille (1,90 m), il était capable de formidables réflexes sur sa ligne. Sa prise de balle sans faille, son sens du placement, et sa remarquable régularité en faisaient l'un des meilleurs gardiens de sa génération, voire davantage. Les presses footballistiques des deux Allemagnes le classaient sur un pied d'égalité avec ses contemporains Sepp Maier et Dino Zoff, deux des plus grands gardiens de l'histoire.
Croy connut sa première sélection en équipe nationale de RDA en mai 1967 face à la Suède (1-0). Il fut le titulaire lors de la seule apparition de la RDA en Coupe du monde, en 1974.  
En particulier, Croy garda le but est-allemand lors de l'historique victoire de la RDA sur son voisin de l'Ouest (1-0), le seul match qui ait jamais opposé les deux équipes nationales allemandes. Deux ans plus tard, Croy connut son plus grand succès sportif en remportant la médaille d'or aux Jeux olympiques 1976. Il disputa au total 86 rencontres en équipe nationale, dont la dernière face à Cuba (5-0) en mai 1981.  
Croy fut élu joueur de l'année en 1972, 1976, et 1978 par la presse spécialisée est-allemande. Il disputa un total de 372 matches de première division (Oberliga).

## Reconversion
À la fin de sa carrière, Croy travailla quelque temps comme moniteur de football avant d'être nommé délégué à l'éducation, la culture, et les sports dans sa ville natale de Zwickau en 1991, poste qu'il occupa jusqu'à 2001. Il devint ensuite directeur général de la Chambre de Commerce, d'Industrie, et du Tourisme de Zwickau jusqu'à sa retraite en 2010.

## Palmarès
- Coupe d'Allemagne de l'Est de football
  - Vainqueur en 1967 et en 1975
- Jeux olympiques
  - Médaille d'or en 1976
  - Médaille de bronze en 1972